# Hōei-Ausbruch 1707

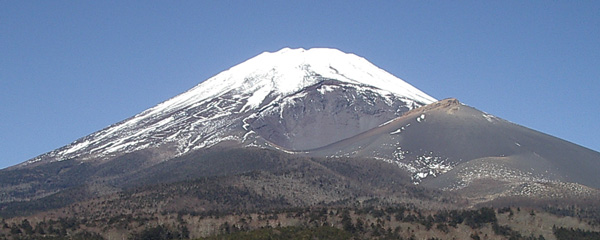
Hōei-zan

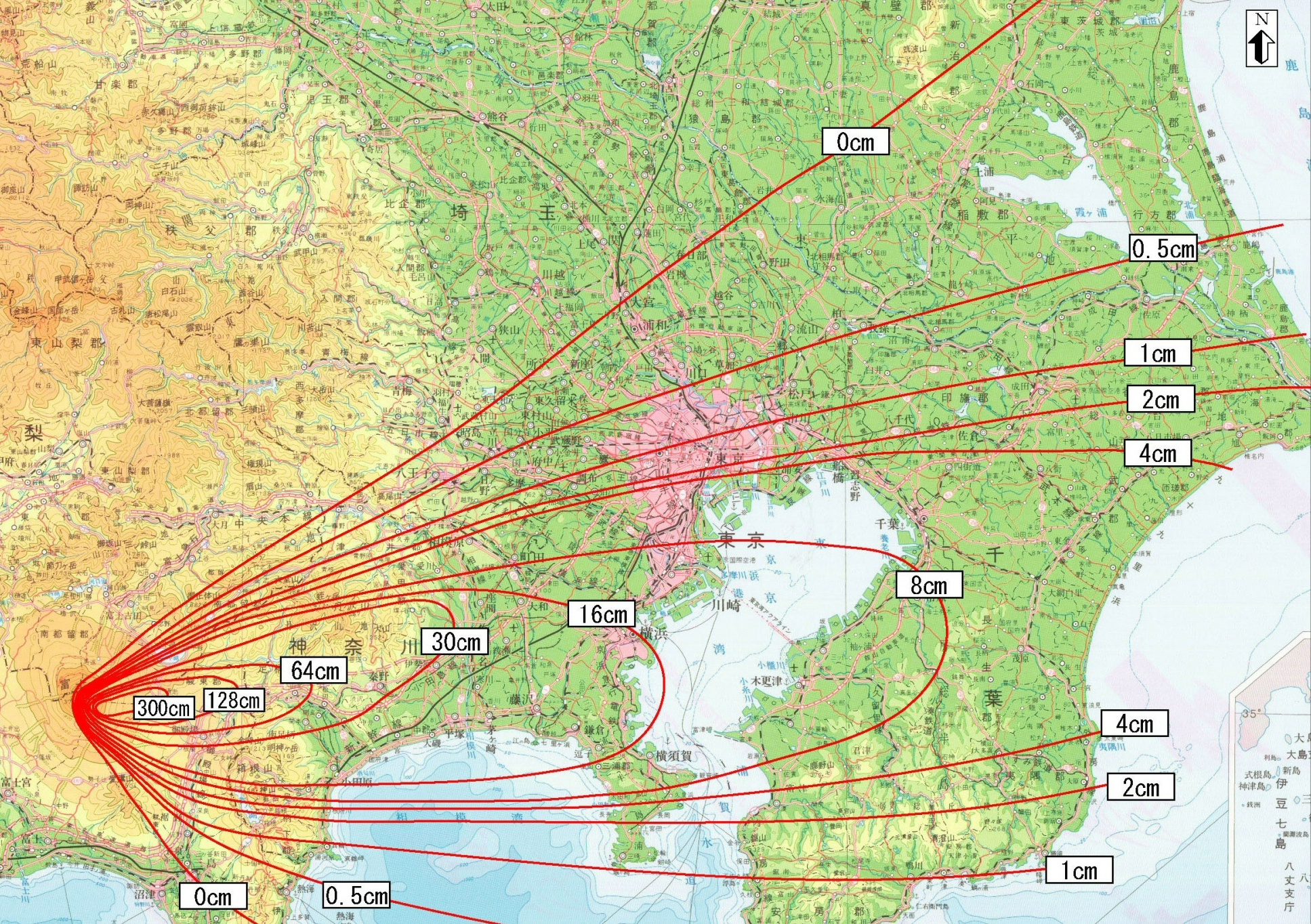
Ascheregen-Karte

Der Hōei-Ausbruch 1707 (japanisch 宝永大噴火 Hōei daifunka, deutsch ‚Großer Hōei-Ausbruch‘) war ein großer Vulkanausbruch des Fuji, der am 16. Dezember 1707 (traditionell: Hōei 4/11/23) stattfand. Er dauerte etwa zwei Wochen. Es war eine Plinianische Eruption, Vulkanexplosivitätsindex war 5. Diese Eruption war die neueste Eruption des Fuji und die größte Eruption mit Aufzeichnungen. Sogar im 100 km entfernten Edo (heute: Tokio) fiel Vulkanasche. Damals bildete sich auf halber Höhe ein zweiter Krater und ein zweiter Gipfel, nach dem Namen der damaligen Ära Hōei-zan (宝永山) benannt.
Eine mögliche Ursache für den Ausbruch war das Hōei-Erdbeben im Oktober zuvor.